# Запис Младеновића оброк (Топли До)
Запис Младеновића оброк (Топли До) се налази на парцели чији је власник Младеновић Мирко.

## Локација
| Општина             | Пирот                                                                       |
| Катастарска општина | Топли До                                                                    |
| Потес               | Пискулка                                                                    |
| Координате          | 43° 20′ 27″ С; 22° 42′ 33″ И / 43.340899999999998° С; 22.709099999999999° И |
| Надморска висина    | 820m                                                                        |

## Карактеристике
Дендрометријске вредности утврђене на терену и сателитским снимцима:
| Стабло                     | Крст |
| Висина стабла              | m    |
| Обим дебла                 | m    |
| Пречник крошње             | 0m   |
| Пречник дебла              | m    |
| Висина дебла до прве гране | m    |

## База записа
Запис је у оквиру Викимедија пројекта "Запис - Свето дрво" заведен под редним бројем 0872.